# Павликовская-Ясножевская, Мария
Мария Павликовская-Ясножевская (пол. Maria Pawlikowska-Jasnorzewska , 24 ноября 1891, Краков — 9 июля 1945, Манчестер) — польская поэтесса.

## Биография и творчество
Дочь художника Войцеха Коссака. Училась в Академии художеств в Кракове.
Поэзия Павликовской-Ясножевской эволюционировала от виталистического оптимизма (сборники «Воздушные замки», 1922, «Розовая магия», 1924, и др.) к тревожно-катастрофическим мотивам (сборники «Сырой шёлк», 1932; «Балет вьюнков», 1935; «Поэтические наброски», 1938, и др.); для её изящных лиричных миниатюр характерны утончённость мысли, афористичность, сдержанная ирония. Писала также драмы и комедии.
В начале Второй мировой войны жила во Франции, с июня 1940 года — в Великобритании, где издала пронизанные тоской по родине сборники стихов «Роза и горящие леса» (1940), «Жертвенный голубь» (1941).

## Сочинения
- Poezje, t. 1—2, Warsz., 1958; Wiersze, 2 wyd., Warsz., 1971

## Издания и публикации на русском языке
- [Стихи]. Переводы А. Ахматовой, в антологии Польская поэзия, т. 2 // М., ГИХЛ, 1963, с. 275—286
- [Стихи]. Переводы А. Ахматовой, в сборнике Польская лирика в переводах русских поэтов // М., Художественная литература, 1969, с. 173—177
- Мария Павликовская-Ясножевская. Стихи. Перевод с польского Н. Астафьевой // «Иностранная литература», 1986, № 5, с. 176—184
- Мария Павликовская-Ясножевская. Стихи. // М., Художественная литература, 1987
- [Стихи]. Переводы Н. Астафьевой в: Н. Астафьева, В. Британишский. Польские поэты XX века. Антология, т. I // СПб, Алетейя, 2000, с. 106—130
- [Стихи]. Переводы Н. Астафьевой в: Н. Астафьева. Польские поэтессы. Антология // СПб, Алетейя, 2002, с. 164—199
- Мария Павликовская-Ясножевская. Поцелуи. Переводы Е. Петровской, А. Нехая и др. // СПб, 2004

### Произведения
- Подборка стихотворений Архивная копия от 16 января 2017 на Wayback Machine (пол.)
- Сборники поэзии на сайте Wolnelektury Архивная копия от 16 января 2017 на Wayback Machine (пол.)

### О ней
- Статьи о Марии Павликовской-Ясножевской Архивная копия от 22 января 2021 на Wayback Machine
- Marek Kępa. Maria Pawlikowska-Jasnorzewska (англ.). Culture.pl (2012). Дата обращения: 12 января 2017. Архивировано 13 января 2017 года.